# Lappmarken

Karta över Västerbottens län och tillhörande Lappmarker 1743.

Lappmarken är en sedan medeltiden förekommande benämning på delar av norra Skandinavien och Finland, särskilt de områden som under historisk tid har bebotts av samer. Området i fråga motsvarar huvudsakligen vad som idag kallas svenska Lappland och finska Lappland. Även nordöstra Norge, främst Finnmark fylke, har ingått i Lappmarken.

## Lappmarksbegreppet
Det första skriftliga belägget för ordet lappmark är i ett brev av kung Magnus Eriksson 1340, där han utfärdar bestämmelser om "the landzender wårtt Rijkes som vidh Helsingeland och Ångermannaland liggiandes äre, benemdh Laepmark". I brevet fastslogs att alla "som åå Christo tro, eller till Christna tro sig omwenda wele" fick ta sig mark och ägor i Lappmarken, under förutsättning att de betalade skatt till kungen och brukade Hälsinglands lag och sedvänjor (Hälsingelagen).
Ordet har använts på olika sätt under olika tider. Ursprungligen betecknade det helt enkelt det område som dominerades av mer eller mindre nomadiserande samer, till skillnad från den odlade bygden. Samerna kallades på den tiden för lappar vilket ledde fram till begreppet Lappmarken. I och med 1673 års lappmarksplakat infördes särskilda förmåner för nybyggare i Lappmarken, och därefter har olika former av särlagstiftning funnits för området. Sedan lappmarksgränsen drogs i mitten på 1700-talet har ordet i allmänhet begränsats till att beteckna landskapen Lappland i Sverige och Lappland i Finland. Det finns emellertid också tillfälliga sammansättningar med ordet lappmark (se nedan under avsnittet Lappmarkens indelning).

## Lappmarkens indelning

Västerbottens län och svenska lappmarken cirka 1796.

Åtminstone från 1300-talets början och fram till omkring 1550 hade birkarlarna mer eller mindre monopol på att handla med samerna i rikets nordligaste delar. För detta erlade de en årlig avgift till kronan, som därför också värnade om deras rättigheter. Birkarlarna var bosatta i de nedre delarna av Torneå, Luleå och Piteå gamla storsocknar. De delade upp Lappmarken mellan sig i handelsdistrikt, som kom att kallas för Torne, Lule och Pite lappmarker. Dessa områden blev sedan administrativa områden då Gustav Vasa på 1550-talet avskaffade birkarlarnas gynnade ställning och i stället lät egna lappfogdar ta upp skatt direkt av samerna.

Lycksele lappmark (även kallad Ume lappmark) och Åsele lappmark (även kallad Ångermanna lappmark) hade ingen beröring med det ursprungliga birkarleväsendet. Samerna där var redan tidigare "konungslappar" som beskattades av kronans fogdar. Dessa områden fördes in under lappmarksbegreppet först under 1600-talet, i samband med att lappmarksförsamlingar etablerades och lappmarksprivilegier infördes.
Även Kemi lappmark stod utanför birkarleväsendet. Under medeltiden behärskades detta område i stället av karelarna. Därefter har både Sverige, Danmark och Ryssland hävdat rätt att ta upp skatt inom området.
Om de olika lappmarkerna kan kortfattat sägas: 
- Kemi lappmark har i sin helhet tillhört Finland sedan 1809 års fred.
- Torne lappmark sträckte sig på 1500-talet till Atlantkusten, omfattade under hela 1600-talet Finnmarksvidda och skiftades sedan mellan Sverige, Norge och Finland genom olika mellanstatliga överenskommelser.
- Lule lappmark har såvitt bekant alltid haft ungefär samma utsträckning som idag.
- Pite lappmark omfattade fram till 1607 även nuvarande Sorsele kommun samt fjällområdet hela vägen ned till norra Jämtland.
- Umeå lappmark var fram till 1607 begränsad till skogslandet (nuvarande Lycksele kommun och Stensele församling). Först efter 1673 började den kallas för Lycksele lappmark.
- Åsele lappmark var fram till 1648 begränsad till skogslandet nedanför Kultsjön.

Ibland har det också talats om Jämtlands lappmark. Johan Nordlander citerar en anteckning av fogden över Ångermanland från 1569: "För Jemthelandz lappemark. Är vetandes, att uti för:ne lappemark äre två lapper, som hafva kommit fram och gjort skatt anno 69...". Det är oklart i vilken utsträckning termen har använts.
I Nordisk familjeboks 1800-talsutgåva talas om Föllinge lappmark i norra Jämtland, Undersåkers lappmark i södra Jämtland och Härjedalens lappmark. I detta fall används termen lappmark för att beteckna de områden i Jämtland där skattefjäll avsatts.
Ibland har man också talat om Arvidsjaurs lappmark respektive Arjeplogs lappmark. Med detta har man helt enkelt avsett socknarna. Även flera andra, mer eller mindre tillfälliga sammansättningar med ordet lappmark är kända.

## Lappmarknader
I Torne, Pite och Lule lappmarker begav sig birkarlar under 1500-talet upp till samernas vinterboplatser för att driva handel. Det förekom även att samerna kom ned till kustlandet för att handla där (marknaderna i Torneå, Bredåker, Harads, Heden och Lillpite). När det gäller Lycksele och Åsele lappmarker känner man bara till handelsplatser utanför lappmarken. Samer från båda lappmarkerna kom till Granö och till Umeå, medan samerna från Åsele lappmark också drog söderut till marknader i Fjällsjö, Ramsele och Gulsele norr om Junsele. Mer information om detta finns i artiklarna om respektive lappmark.
På jämtländskt område har lappmarknader av gammalt hållits i Ströms socken och Hammerdal. De besöktes sannolikt främst av samer från lappbyarna Snåsen, Nundal, Bindel och Ornäs (de sydligaste delarna av den historiska Laisbyn). Karinsmarknaden (25 november) i Hammerdal omtalas redan 1520. På palmsöndagen hölls marknad såväl i Hammerdal som i Ström, vilket bland annat framgår av ett landstingsprotokoll från 1623.
Sedan äldsta tid har samerna också bevistat lappmarknader i Norge. År 1599 nämns att samerna kom till Tysfjord och Ofoten för att bedriva köpenskap. Senare lappmarknader är kända från Skibotn, Skjommen, Mörsvikbotn, Torsfjord, Raen och Vefsen.
I Sverige tog kronan kontroll över lappmarkshandeln genom att hertig Karl 1606 lät anlägga kyrkplatser i Lycksele, Arvidsjaur, Jokkmokk och Enontekis. Där skulle samerna infinna sig under bestämda perioder, för Lyckseles del mellan jul och kyndelsmäss (2 februari) samt från vårfrudagen (25 mars) och en eller två veckor framåt. Under dessa perioder förrättades gudstjänst varannan dag. Det hölls också marknad. Köpmännen fick dock inte komma när de ville. Först skulle lappfogden ta upp skatt samt köpa in skinn för kronans behov. Handelsmännen fick invänta ett fastställt datum, i Lycksele trettondagen. Hertig Karl införde också bestämmelser om att handelsmännen bara fick handla med samerna på ljusa dagen och i för ändamålet uppförda bodar – allt för att kronan skulle ha mesta möjliga kontroll. Det blev förbjudet att bedriva handel med samerna i andra sammanhang. Senare inrättades ytterligare kyrk- och marknadsplatser i lappmarkerna.

## Lappmarkens kolonisation
Fram till 1600-talets början beboddes Lappmarken av allt att döma uteslutande av samer. De tidigaste kända nybyggena anlades i Tornedalen och i Kemi lappmark. Det allra första var troligen Kuoksu, som ska ha grundats omkring 1630, men som tidvis legat öde. Ungefär samtidigt tillkom ett nybygge vid Kemi träsk. Karesuando och Kuttainen anlades sannolikt på 1660-talet.
Landshövdingen i Västerbottens län, Johan Graan, ville främja kolonisationen. Som en följd av hans förslag utfärdade Karl XI 1673 det så kallade lappmarksplakatet genom vilket nybyggare i Lappmarken utlovades särskilda privilegier. 
Det första lappmarksplakatet ledde framför allt till ökad inflytting av finska svedjebrukare i Kemi lappmark. Samerna där kände sig alltmer trängda genom att de fick jaktmarker och renbeten förstörda, vilket gick stick i stäv med den ursprungliga tanken att samer och nybyggare skulle kunna leva sida vid sida genom att utnyttja olika resurser (Graans parallellteori). Därför utfärdade Karl XI 1695 ett förnyat lappmarksplakat där det uttryckligen fastslogs att nybyggarna inte fick "lägga sig allena på öfverflödigt svedjande".
I Kongl. Reglemente den 24 November 1749 för dem, som antingen redan bo och bygga i Lappland eller ock hädanefter till landets upbrukande derstädes sig nedsätta vilja, vanligen kallat lappmarksreglementet (se artikel om lappmarksprivilegier), preciserades villkoren ytterligare. Nu infördes bland annat ett formellt förfarande för nybyggens upptagande, med syn och besiktning.
Malmfälten i övre Lappland fick sin start 1642 när magnetit hittades i Masugnsbyn. Malmen i Svappavaara hittades i slutet på 1640-talet eller början på 1650-talet. Det första kända malmprovet från Malmberget dateras till 1660-talet och 1696 nämns namnen Kiirunavaara och Luossavaara för första gången.

## Särskild alkohollagstiftning i Lappmarken
Brännvin var ett stående inslag i lappmarkshandeln under 1700-talet. Varje köp skulle beseglas med en sup. Eftersom detta ansågs leda till fördärv för samerna infördes 1839 ett förbud mot införsel och försäljning av brännvin i Lappmarkerna. I själva verket uppväckte man då bara ett förbud mot brännvinsförsäljning som införts redan på 1720-talet, men som hade fallit i glömska. Även det förnyade förbudet fick dock liten effekt, eftersom handelsmännen i stället tillhandahöll rom eller konjak, eller färgade brännvinet rött och kallade det för vin. Man kunde också blanda diverse flytande varor såsom brännvin, sirap, vin med mera till en så kallad "spansk". Sedan Svenska Missionssällskapet uppmärksammat Kungl. Maj:t på detta utsträcktes förbudet 1848 till att även gälla konjak, rom och arrak.

## Lappmarksförsamlingar
Särskilda regler gällde länge för pastoraten i Lappmarken. Kyrkoherden måste inte ovillkorligen ha avlagt pastoralexamen, vilket i fråga om andra pastorat var fallet fram till 1884. Ännu i slutet av 1800-talet skilde sig lappmarksförsamlingarna från andra genom att kyrkoherden utnämndes av domkapitlet, med undantag av Föllinge församling, Lycksele församling, Åsele församling, Fredrika församling och Dorotea församling.

## Lappmarksgränsens dragning
Gränsen mellan Lappmarken och nedre landet, de gamla kustlandskapen, hade alltid varit mer eller mindre diffus. Införandet av särskilda bestämmelser för nybyggare i Lappmarken enligt ovan gjorde att det emellertid blev viktigt för svenska myndigheter att dra upp en exakt gräns som även var utmärkt i terrängen. I juni 1750 hölls ett möte i Rusksele för att diskutera rålinjens sträckning. Oenighet rådde, framför allt om gränsen mot Skellefteå och Umeå socknar. Olika vittnen förhördes och man gick upp delar av linjen i terrängen. Ärendet behandlades i Rådkammaren på Stockholms slott 1751, varefter en extra synerätt tillsattes under ledning av domare Lars Qvist. Rätten kunde detta år avkunna ett utslag rörande den del som nu ligger inom Västerbottens län, för att året därpå fortsätta med den nordligare delen.
Den sydligaste gränspunkten hade lagts på Ångermanbalen i nuvarande Bjurholms kommun. Gränsen mellan Ångermanland och Åsele lappmark förblev således obestämd. Den var mer svårdragen eftersom den samtidigt skulle bli gräns mellan två län, Västerbottens och Västernorrlands län, som hade mycket olika åsikter om saken. År 1758 skickades därför lantmätare ut för att mäta upp de båda länens pretentionslinjer hela vägen från Tåsjöns norra ände till området kring Ångermanbalen. Skillnaderna mellan dessa båda linjer var stor – som mest ungefär tre mil. År 1762 inrättade kung Adolf Fredrik därför en råskillnadsdeputation som en gång för alla skulle avgöra frågan. Deputationen var sammansatt av representanter för de fyra stånden i respektive län och sammanträdde vid ett stort antal tillfällen under 1763–65. Många vittnen kallades in för att styrka respektive pretentionslinje. Deputationen kunde dock inte enas, och det blev därför riksens ständer som 1766 fick fastställa lappmarksgränsen. Länsgränsen har därefter justerats vid några tillfällen, varför lappmarksgräns och länsgräns inte längre stämmer överens.

## Lappmarkerna som floraprovinser
Idag har Lappmarken förlorat sin gamla administrativa funktion. Fortfarande används dock de olika lappmarkerna inom svenskt territorium av botanister och ornitologer vid klassificering och registrering av fynd. För övriga Sverige registreras fynd per landskap, men Lappland är alltför stort för att vara hanterligt. Av botanister kallas landskapen och lappmarkerna för floraprovinser.